# Zeeslag bij Puerto de Cavite
De Zeeslag bij Puerto de Cavite was een zeeslag tijdens de Tachtigjarige Oorlog tussen een Nederlandse en een Spaanse vloot. De slag vond plaats op 10 juni 1647 bij Puerto de Cavite op de Filipijnen, een belangrijke haven voor Spanje in die tijd, omdat in deze haven de Manillagaljoenen werd gebouwd en onderhouden. Tegenwoordig staat deze stad bekend als Cavite City.
Twaalf Nederlandse schepen onder leiding van Martin Gertzen bestookten Puerto de Cavite op 10 juni. De Nederlanders ondernamen diverse landingen in de baai, maar werden teruggeslagen door met name de Pampangase hulptroepen. De Spanjaarden verdedigden de haven met artillerievuur en wisten het Nederlandse vlaggenschip tot zinken te brengen. Hierbij kwam Gertzen om het leven. Onverwachts trokken de Nederlanders zich terug en wisten de Spanjaarden de controle over hun haven te behouden.
De Nederlanders bleven na de zeeslag in Baai van Manilla om de Spanjaarden en de lokale bevolking lastig te vallen, totdat de Tachtigjarige Oorlog werd beëindigd met de Vrede van Münster in 1648. Zo vielen de Hollanders kort na zeeslag onder meer enkele kustdorpen in Bataan aan. Bij een aanval op Abucay op 23 juni 1647 werden 240 mensen uit lokale verdedigingsmacht van zo'n 400 mensen uit de provincie Pampanga gedood.
Hoewel de Nederlanders de zeeslag verloren en de haven niet wisten te veroveren, werd wel veel financiële schade toegebracht. Zo werd tijdens de zeeslag het stenen verdedigingsfort Porta Vaga vernietigd.